# تشنج مريئي منتشر
التشنج المريئي المنتشر (بالإنجليزية: Diffuse esophageal spasm)‏ ويُدعى اختصاراً DES، هي إحدى الحالات التي تتميز بانقباضات غير منتظمة منتشرة في أغلب المريء والتي قد تسبب صعوبة في البلع وارتجاع. وفي بعض الحالات قد يسبب بعض الأعراض كآلام الصدر المماثلة لتلك التي تحدثها أمراض القلب.
لا تزال أسباب المرض غير معروفة حتى الآن؛ بعض التشوهات الشائعة التي تظهر في التصوير عن طريق أشعة إكس شائعة في تشنجات المريء حيث يأخذ المريء شكل نتوءات سن المفتاح أو حبات المسبحة. ومع ذلك فإن هذه التشوهات لا تنفرد بها تشنجات المريء حيث تتشارك بعض الأمراض الأخرى معها في نفس التشوهات.
ولذلك هناك اختبار خاص يجرى لتقييم الوظائف الحركية للمريء يسمي «اختبار الوظائف الحركية للمريء» والذي يمكنه المساعدة في تحديد الانقباضات العضلية غير الطبيعية في المريء والتي بدورها توحي بوجود تشنجات المريء
أما بالنسبة للعلاج فهو يتكون مبدئياً من عقاقير مثل تلك التي إنتاج الأحماض «المواد القامعة للأحماض»، كمثبطات المضخات الهيدروجينية والمواد الغالقة لقنوات الكالسيوم والهيوسين بوتيل بروميد أو النترات. وفي بعض الحالات النادرة جداً قد ينظر في إمكانية إجراء تدخلٍ جراحي.
المصابون بمرض تشنج المريء الانتشاري أكثر عرضة للإصابة بمرض الارتجاع المعدي المريئي وكذلك القلق.

## الأعراض
- تظهر الأعراض بشكل متقطع في صورة صعوبة في البلع سواء الأطعمة الصلبة أو السوائل، كما يصاحبها آلام في منطقة الصدر
- آلام الصدر يمكن أن تكون مماثلة لتلك التي تحدثها أمراض القلب مثل الذبحة الصدرية، لذلك يجب التحقق من احتمالية وجود أمراض القبل من عدمها

## التشخيص
- باستخدام الأشعة التشخيصية فإن هناك بعض التشوهات التي تظهر في التصوير عن طريق أشعة إكس شائعة في تشنجات المريء حيث يأخذ المريء شكل نتوءات سن المفتاح أو حبات المسبحة. ومع ذلك فإن هذه التشوهات لا تنفرد بها تشنجات المريء حيث تتشارك بعض الأمراض الأخرى معها في نفس التشوهات.

## المعالجة
- العلاج يتكون مبدئياً من عقاقير مثل النيتروجلسرين وبيوتيل بروميد الهيوسين والمواد الغالقة لقنوات الكالسيوم والهيدرالازين وكذلك الأدوية المضادة للقلق، أيضا يمكن استخدام طريقة علاجية أخرى مبدئيا مثل تلك الأدوية التي تقلل من إنتاج الأحماض «المواد القامعة للأحماض»، كمثبطات المضخات الهيدروجينية
- سموم البتلونيوم، والتي تمنع خروج الأسيتيل كولين من النهايات العصبية، يمكن استخدامها أيضا في العلاج حيث تحقن فوق العضلة العاصرة السفلية للمريء
- تشير بعض الدراسات الصغيرة إلى إمكانية وجود فائدة من توسيع المريء باستخدام بالون يدخل للجسم بواسطة المنظار.
- لكن نسبة نجاح كل ما سبق منخفضة جدا في علاج المرض إلا أنه يجدي نفعا من بعض المرضى
- في بعض الحالات النادرة جدا ينظر إلى التدخل الجراجي